# Tåsjöberget
Tåsjöberget är 635 meter över havet och ligger cirka två kilometer nordöst om Kyrktåsjö i Tåsjö distrikt (Tåsjö socken) i Strömsunds kommun, Jämtlands län.
På Tåsjöberget står den 325 m höga Tåsjömasten.
Tåsjöbergets Fritidsanläggningars ekonomiska förening har sedan 1985 en restaurang och tolv lägenheter med självhushåll nära toppen av Tåsjöberget.